# Aittajärvi (sjö i Finland)
Aittajärvi är en sjö i Finland. Den ligger i kommunen Salla i landskapet Lappland, i den norra delen av landet, 700 km norr om huvudstaden Helsingfors. Aittajärvi ligger 280,8 meter över havet. Arean är 35,3 hektar och strandlinjen är 3,05 kilometer lång. Sjön  ingår i Koundaälvens huvudavrinningsområde. 